# Whitehorse
Whitehorse je od 1952. glavni grad kanadskog federalnog teritorija Yukon od 23 276 stanovnika.

## Povijest
Kod Whitehorsa na rijeci Yukon nekoć su bili slavni Slapovi Whitehorse u kanjonu Miles, nesavladiva prepreka za tragače zlata u eri zlatne groznice. Oni su potopljeni - 1958, kad je izgrađena hidroelektrana i akomulaciono jezero Schwatka.
U vrijeme zlatne groznice na rijeci Klondike (1897. – 1898.) izgrađena je brdska željeznica da se savlada da prepreka, kojom su tadašnji tragači mogli nastaviti prema Dawsonu koja je danas turistička atrakcija na te slavne dane koje je opisao Jack London u svojim romanima. 

## Geografske karakteristike
Grad leži na obali rijeke Yukon, odmah iznad grada prostire se akomulaciono jezero Schwatka s dvije manje hidroelektrane.

## Gospodarstvo
Whitehors se počeo naglo razvijati za vrijeme Drugog svjetskog rata kad je grad bio baza za izgradnju magistralne ceste prema Aljaski. Tad je kad je izgrađena i rafinerija za naftu (danas zatvorena) i naftovod prema poljima na sjeveru.
Današnji Whitehors je izgubio svoje ekonomsko značenje, većina ljudi radi u lokalnoj administraciji i turizmu. Grad ima međunarodni aerodrom Erik Nielsen  (IATA kod: YXY, ICAO kod: CYXY)

## Galerija
- Whitehorse u 1900. godine
- Glavna ulica u centru grada

## Vanjske poveznice
- City of Whitehorse  Arhivirana inačica izvorne stranice od 8. kolovoza 2011. (Wayback Machine) (engl.)
- Whitehorse na portalu Encyclopædia Britannica (engl.)